# Pampe a Šinka
Pampe a Šinka je kniha pro děti, kterou vydala v roce 2010 česká ilustrátorka Alžběta Skálová. Skálová zachovává klasickou ilustrátorskou techniku, vytváří nadčasový pohádkový prostor a směřuje k rozvíjení dětské imaginace. V knize Pampe a Šinka se zaměřuje na představení a vytváření situací, které mohou sloužit jako výchovné modely pro chování dětí. Důraz klade na hodnoty, jako je pravdomluvnost, přátelství a ochota pomoci. Jejím záměrem je probudit zájem čtenářů o obyčejné věci a motivovat je k pozitivnímu jednání.

## Děj
Pampe a Šinka je poetická kniha pro děti, která vypráví příběh dvou postav. Tyto neobyčejné bytosti vznikly ve stejný den, ale každý na opačné straně světa. Šinka vznikla z chmýří a Pampe z ocásku lišky Pampe. Jejich setkání bylo přerušeno větrem, který je unesl a přenesl na okno jednoho pokoje. V tomto pokoji objevili krásný domeček vyrobený z krabice plnou děravých ponožek, které měla maminka připravené na zašití.
Pampe a Šinka společně tráví čas tím, že vaří z různých surovin, které jsou v knize vtipně pojmenované podle způsobu, jakým děti často komolí slovíčka. Například: kapustu přejmenovala autorka na „pakustu“. Tvořivě využívají těchto surovin ve svých kuchařských dovednostech. Z ponožek si navíc šijí kostýmy a převleky, přičemž Pampe Šince ochotně pomáhá. Pampe má také ráda večery, kdy poslouchá zpívající ptáky.
Oba hrdinové knihy se společně připravují na karneval a stráví hodně času přemýšlením nad originálními kostýmy, ve kterých nebudou k poznání. Kniha také zmiňuje postavu hosta jménem Piži, který cestuje do míst, kde roste papižel (petržel), protože Pampe a Šinka zasadili semínko této rostliny. Zpočátku nemohli papižel použít na vaření, protože byl prodán starý a nečerstvý, ale nakonec se jim povedlo získat hojnou úrodu.
Kniha je bohatě ilustrovaná a obsahuje dvoustránky s obrázky, kde děti mají například najít 10 rozdílů. Příběh vrcholí oslavou narozenin Šinky.

## Přijetí a recenze
Kniha získala v roce 2011 cenu Magnesia Litera v kategorii literatury pro děti a mládež. Ondřej Horák označil toto umístění za jisté pokračování v tradici, neboť záložka ve tvaru ponožky připomíná knihu Lichožrouti, která v téže kategorii vyhrála o dva roky dříve. Stanislava Schupplerová označila příběh za „výrazně výtvarně pojatý“; vzhledem k této skutečnosti od něj nelze očekávat příliš mnoho informací nebo poučení. Ocenila však jazykovou zábavnost knihy.
Čtenáři v diskuzi na stránce Databázeknih.cz ocení náhodné setkání hlavních postav a vynalézavost autorky Alžběty Skálové. Knížka je chválena pro svou originálnost a neotřelé ilustrace. Čtenáři si všímají pěkného spojení obrázkového a slovního vyprávění, které je vhodné pro začínající čtenáře. Někteří by si přáli delší příběhy, ale i přesto kniha vytváří příjemnou atmosféru a zaujme děti i dospělé. Celkově je Pampe a Šinka hodnocena jako výborná knížka s pěknými ilustracemi, která zaujme svou kreativitou a příjemným příběhem.